# Lophobius apachus
Lophobius apachus är en mångfotingart som beskrevs av Chamberlin 1940. Lophobius apachus ingår i släktet Lophobius och familjen stenkrypare. Inga underarter finns listade i Catalogue of Life.